# Petite Rhosnes
La Petite Rhosnes est un ruisseau coulant en Belgique, au nord de la Province de Hainaut. Elle est un affluent de la Rhosnes.
Elle prend sa source à Thimougies et se jette dans la Rhosnes à Anvaing au nord de la place.